# 保羅·奧康內爾
保羅·奧康內爾（英語：Paul O'Connell；1979年10月20日—）是一位愛爾蘭橄欖球運動員。他是愛爾蘭國家橄欖球隊的一員，多次代表愛爾蘭參加國際大賽，是愛爾蘭隊史上出場次數第三多的球員。